# Museo de Surinam
El Museo de Surinam (en neerlandés: Surinaams Museum) es un museo situado en Abraham Crijnssenweg 1 en el Fuerte Zeelandia, en el país sudamericano de Surinam. Este museo ofrece una variedad de exposiciones permanentes y temporales de carácter histórico-cultural. Al visitarlo se puede tener una idea de la rica historia de la fortaleza y de Surinam. Los temas de las exposiciones temporales que organiza el Museo de Surinam, van desde el arte moderno a la cultura de los diferentes pueblos que lo habitan. Y, por supuesto, está la posibilidad de comer algo en la cafetería del museo.